# Fosbergia shweliensis
Fosbergia shweliensis là một loài thực vật có hoa trong họ Thiến thảo. Loài này được (J.Anthony) Tirveng. & Sastre mô tả khoa học đầu tiên năm 1997.